# 왜? (영화)
"왜?"는 한국에서 제작된 박노식 감독의 1974년 영화이다. 박노식 등이 주연으로 출연하였고 강대진 등이 제작에 참여하였다.

## 출연

### 주연
- 박노식
- 김청자
- 장혁